# Regmatodon orthostegius
Regmatodon orthostegius là một loài Rêu trong họ Regmatodontaceae. Loài này được Mont. miêu tả khoa học đầu tiên năm 1842.